# Cantonul Chelles
Cantonul Chelles este un canton din arondismentul Torcy, departamentul Seine-et-Marne, regiunea Île-de-France , Franța.

## Comune
- Chelles (parțial, reședință)